# Campeonato de Primera D 1991-92
El Campeonato de Primera D 1991-92 fue la cuadragésima segunda edición del torneo. Se disputó desde el 1 de junio de 1991 hasta el 16 de mayo de 1992.
Los nuevos participantes fueron: Deportivo Riestra y Ferrocarril Urquiza, que volvieron de la desafiliación, y los descendidos de la Primera C, Liniers y Defensores Unidos.
El campeón fue Deportivo Paraguayo, que obtuvo el primer ascenso a la Primera C. Asimismo, el ganador del Torneo reducido fue Barracas Central, que consiguió el segundo ascenso. También se produjeron dos ascensos más, al anularse el Torneo Permanencia de Primera C, que debían disputar Juventud Unida y Defensores Unidos, por haber ocupado el segundo y el tercer puesto del torneo, los que terminaron siendo ascendidos.
Por último, el torneo determinó la desafiliación por una temporada de Fénix y Ferrocarril Urquiza, últimos en la tabla de promedios.

## Ascensos y descensos
| Promedio | Desafiliados de la Primera D 1990-91 |
| -------- | ------------------------------------ |
| 19.º     | Sportivo Barracas                    |
| 20.º     | Muñiz                                |

| Reafiliados         |
| ------------------- |
| Deportivo Riestra   |
| Ferrocarril Urquiza |

| Posición  | Ascendidos a la Primera C 1991-92 |
| --------- | --------------------------------- |
| Campeón   | Victoriano Arenas                 |
| Gan. red. | Brown de Adrogué                  |

| Promedio | Descendidos de la Primera C 1990-91 |
| -------- | ----------------------------------- |
| 18.º     | Liniers                             |
| 19.º     | Defensores Unidos                   |

## Equipos
| Equipo                | Ciudad            | Estadio                   | Capacidad |
| --------------------- | ----------------- | ------------------------- | --------- |
| Acassuso              | Boulogne          | La Quema                  | 800       |
| Atlas                 | General Rodríguez | Ricardo Puga              | 2500      |
| Barracas Central      | Buenos Aires      | Barracas Central          | 4400      |
| Cañuelas              | Cañuelas          | Jorge Alfredo Arín        | 1500      |
| Central Ballester     | José León Suárez  | Central Ballester         | 500       |
| Centro Español        | Haedo             | Ricardo Puga              | 2500      |
| Defensores Unidos     | Zárate            | Gigante de Villa Fox      | 2500      |
| Deportivo Paraguayo   | Buenos Aires      | Juan Antonio Arias        | 1500      |
| Deportivo Riestra     | Buenos Aires      | Barracas Central          | 4400      |
| Fénix                 | Buenos Aires      | Monumental de Villa Lynch | 1000      |
| Ferrocarril Urquiza   | Villa Lynch       | Monumental de Villa Lynch | 1000      |
| General Lamadrid      | Buenos Aires      | Enrique Sexto             | 3500      |
| Justo José de Urquiza | Loma Hermosa      | Franco Muggeri            | 3200      |
| Juventud Unida        | San Miguel        | Franco Muggeri            | 3200      |
| Liniers               | San Justo         | Juan Antonio Arias        | 1500      |
| Puerto Nuevo          | Campana           | Municipal de Campana      | 500       |
| Sacachispas           | Buenos Aires      | Roberto Larrosa           | 4000      |
| San Martín            | Burzaco           | Francisco Boga            | 5000      |
| Villa San Carlos      | Berisso           | Genacio Sálice            | 4000      |
| Yupanqui              | Buenos Aires      | Delfín Edmundo Benítez    | 500       |

| 1. 2. 3. 4. 5. 6. |

### Distribución geográfica de los equipos
| Región                                   | Cant. | Equipos |
| ---------------------------------------- | ----- | --- |
| Conurbano bonaerense                     | 8     | Acassuso, Central Ballester, Centro Español, Ferrocarril Urquiza, Justo José de Urquiza, Juventud Unida, Liniers y San Martín (B) |
| Ciudad de Buenos Aires                   | 7     | Barracas Central, Deportivo Paraguayo, Deportivo Riestra, Fénix, General Lamadrid, Sacachispas, y Yupanqui                        |
| Interior de la provincia de Buenos Aires | 4     | Atlas, Cañuelas, Defensores Unidos y Puerto Nuevo                                                                                 |
| Gran La Plata                            | 1     | Villa San Carlos |

## Formato

### Competición
Se disputó un torneo por el sistema de todos contra todos a dos ruedas.

### Ascensos
El campeón ascendió directamente a la Primera C. Los equipos ubicados del segundo al noveno puesto participaron del Torneo reducido, cuyo ganador obtuvo el segundo ascenso.
Por otra parte, terminado el torneo se debió jugar el Torneo Permanencia entre el subcampeón y el tercer puesto de este certamen y los que habían ocupado los dos últimos puestos en la tabla de promedios de la Primera C. Finalmente, la competencia fue anulada y se decidió la participación de los cuatro, con el objetivo de cumplir la reglamentación que establecía en dieciocho la cantidad de participantes del torneo de Primera C. Esto derivó en que se produjeran dos ascensos más.

### Descensos
Al final de la temporada, los dos equipos con peor promedio fueron suspendidos en su afiliación por un año.

## Tabla de posiciones final
| Pos. | Equipo              | Pts. | PJ | PG | PE | PP | GF | GC | Dif. |
| ---- | ------------------- | ---- | -- | -- | -- | -- | -- | -- | ---- |
| 1.º  | Deportivo Paraguayo | 58   | 38 | 24 | 10 | 4  | 75 | 29 | 46   |
| 2.º  | Juventud Unida      | 57   | 38 | 25 | 7  | 6  | 77 | 39 | 38   |
| 3.º  | Defensores Unidos   | 51   | 38 | 20 | 11 | 7  | 66 | 42 | 24   |
| 4.º  | Barracas Central    | 50   | 38 | 19 | 12 | 7  | 72 | 46 | 26   |
| 5.º  | San Martín (B)      | 47   | 38 | 18 | 11 | 9  | 55 | 30 | 25   |
| 6.º  | Deportivo Riestra   | 47   | 38 | 18 | 11 | 9  | 53 | 40 | 13   |
| 7.º  | Central Ballester   | 43   | 38 | 15 | 13 | 10 | 59 | 48 | 11   |
| 8.º  | Puerto Nuevo        | 43   | 38 | 17 | 9  | 12 | 45 | 39 | 6    |
| 9.º  | Liniers             | 40   | 38 | 16 | 8  | 14 | 60 | 53 | 7    |
| 10.º | Villa San Carlos    | 39   | 38 | 15 | 9  | 14 | 45 | 45 | 0    |
| 11.º | Atlas               | 36   | 38 | 11 | 14 | 13 | 53 | 68 | −15  |
| 12.º | Centro Español      | 35   | 38 | 13 | 9  | 16 | 48 | 55 | −7   |
| 13.º | Yupanqui            | 34   | 38 | 11 | 12 | 15 | 44 | 48 | −4   |
| 14.º | Acassuso            | 29   | 38 | 11 | 7  | 20 | 46 | 55 | −9   |
| 15.º | J.J. de Urquiza     | 29   | 38 | 11 | 7  | 20 | 45 | 64 | −19  |
| 16.º | Cañuelas            | 29   | 38 | 6  | 17 | 15 | 32 | 52 | −20  |
| 17.º | Sacachispas         | 29   | 38 | 9  | 11 | 18 | 44 | 67 | −23  |
| 18.º | Fénix               | 29   | 38 | 10 | 9  | 19 | 38 | 61 | −23  |
| 19.º | General Lamadrid    | 21   | 38 | 6  | 9  | 23 | 32 | 54 | −22  |
| 20.º | Ferrocarril Urquiza | 12   | 38 | 2  | 8  | 28 | 28 | 82 | −54  |

|  | Campeón. Ascendió a la Primera C                                                           |
|  | Clasificados al Torneo reducido por el segundo ascenso, y luego promovidos a la Primera C. |
|  | Clasificados al Torneo reducido por el segundo ascenso                                     |

## Torneo reducido

### Cuadro de desarrollo
|  | Cuartos de final  | Cuartos de final | Cuartos de final  | Cuartos de final |   |                   | Semifinales      | Semifinales      | Semifinales      | Semifinales      |  |                | Final             | Final             | Final             | Final             | Final             |  |
|  | 8 y 11 de abril   | 8 y 11 de abril  | 8 y 11 de abril   | 8 y 11 de abril  |   |                   | 18 y 25 de abril | 18 y 25 de abril | 18 y 25 de abril | 18 y 25 de abril |  |                | 2, 9 y 16 de mayo | 2, 9 y 16 de mayo | 2, 9 y 16 de mayo | 2, 9 y 16 de mayo | 2, 9 y 16 de mayo |  |
|  |                   |                  |                   |                  |   |                   |                  |                  |                  |                  |  |                |                   |                   |                   |                   |                   |  |
|  |                   |                  |                   |                  |   |                   |                  |                  |                  |                  |  |                |                   |                   |                   |                   |                   |  |
|  | Juventud Unida    | 2                | 6                 | 8                |   |                   |                  |                  |                  |                  |  |                |                   |                   |                   |                   |                   |  |
|  | Juventud Unida    | 2                | 6                 | 8                |   |                   |                  |                  |                  |                  |  |                |                   |                   |                   |                   |                   |  |
|  | Liniers           | 2                | 1                 | 3                |   |                   |                  |                  |                  |                  |  |                |                   |                   |                   |                   |                   |  |
|  | Liniers           | 2                | 1                 | 3                |   | Juventud Unida    | 0                | 2                | 2                |                  |  |                |                   |                   |                   |                   |                   |  |
|  |                   |                  |                   |                  |   | Juventud Unida    | 0                | 2                | 2                |                  |  |                |                   |                   |                   |                   |                   |  |
|  |                   |                  | Deportivo Riestra | 0                | 1 | 1                 |                  |                  |                  |                  |  |                |                   |                   |                   |                   |                   |  |
|  | Deportivo Riestra | 2                | Deportivo Riestra | 0                | 1 | 1                 | 0                | 2                |                  |                  |  |                |                   |                   |                   |                   |                   |  |
|  | Deportivo Riestra | 2                |                   |                  |   |                   |                  |                  |                  |                  |  |                |                   |                   |                   |                   |                   |  |
|  | San Martín (B)    | 1                | 0                 | 1                |   |                   |                  |                  |                  |                  |  |                |                   |                   |                   |                   |                   |  |
|  | San Martín (B)    | 1                | 0                 | 1                |   |                   |                  |                  |                  |                  |  | Juventud Unida | 1                 | 2                 | 0                 | 3                 |                   |  |
|  |                   |                  |                   |                  |   |                   |                  |                  |                  |                  |  | Juventud Unida | 1                 | 2                 | 0                 | 3                 |                   |  |
|  |                   |                  | Barracas Central  | 3                | 0 | 1                 | 4                |                  |                  |                  |  |                |                   |                   |                   |                   |                   |  |
|  | Defensores Unidos | 4                | Barracas Central  | 3                | 0 | 1                 | 4                | 2                | 6                |                  |  |                |                   |                   |                   |                   |                   |  |
|  | Defensores Unidos | 4                |                   |                  |   |                   |                  |                  | 6                |                  |  |                |                   |                   |                   |                   |                   |  |
|  | Puerto Nuevo      | 2                | 0                 | 2                |   |                   |                  |                  |                  |                  |  |                |                   |                   |                   |                   |                   |  |
|  | Puerto Nuevo      | 2                | 0                 | 2                |   | Defensores Unidos | 0                | 1                | 1                |                  |  |                |                   |                   |                   |                   |                   |  |
|  |                   |                  |                   |                  |   | Defensores Unidos | 0                | 1                | 1                |                  |  |                |                   |                   |                   |                   |                   |  |
|  |                   |                  | Barracas Central  | 1                | 1 | 2                 |                  |                  |                  |                  |  |                |                   |                   |                   |                   |                   |  |
|  | Barracas Central  | 7                | Barracas Central  | 1                | 1 | 2                 | 4                | 11               |                  |                  |  |                |                   |                   |                   |                   |                   |  |
|  | Barracas Central  | 7                |                   |                  |   |                   |                  |                  |                  |                  |  |                |                   |                   |                   |                   |                   |  |
|  | Central Ballester | 0                | 1                 | 1                |   |                   |                  |                  |                  |                  |  |                |                   |                   |                   |                   |                   |  |
|  | Central Ballester | 0                | 1                 | 1                |   |                   |                  |                  |                  |                  |  |                |                   |                   |                   |                   |                   |  |
|  |                   |                  |                   |                  |   |                   |                  |                  |                  |                  |  |                |                   |                   |                   |                   |                   |  |

- Nota: En cada llave, el equipo que ocupa la primera línea es el que definió la serie como local.

#### Partido definitorio
| Juventud Unida | 0 - 1 | Barracas Central | Tres de Febrero | 16 de mayo |

## Torneo Permanencia de Primera C
El llamado oficialmente Torneo por la permanencia de dieciocho equipos en los campeonatos de Primera División C debía disputarse entre el subcampeón y el equipo que había ocupado el tercer puesto del certamen, Juventud Unida y Defensores Unidos, respectivamente, y los dos peores promedios de la tabla de descenso del campeonato de Primera C 1991-92, Leandro N. Alem y Victoriano Arenas. Una vez finalizado, los tres primeros formarían parte del próximo torneo de Primera C y el último lo haría en la Primera D. Al anularse la disputa por innecesaria, los cuatro equipos participaron en la siguiente temporada de la Primera C.

## Tabla de descenso
| Pos  | Equipo              | 1989-90 | 1990-91 | 1991-92 | Total | PJ | Promedio |
| ---- | ------------------- | ------- | ------- | ------- | ----- | -- | -------- |
| 1.°  | Deportivo Paraguayo | 50      | 24      | 58      | 132   | 94 | 1,404    |
| 2.°  | Defensores Unidos   | -       | -       | 51      | 51    | 38 | 1,342    |
| 3.°  | Deportivo Riestra   | -       | -       | 47      | 47    | 38 | 1,237    |
| 4.°  | Liniers             | 54      | -       | 40      | 94    | 76 | 1,237    |
| 5.°  | Barracas Central    | -       | 15      | 50      | 65    | 56 | 1,161    |
| 6.°  | San Martín (B)      | 45      | 14      | 47      | 106   | 94 | 1,128    |
| 7.°  | Juventud Unida      | 24      | 21      | 57      | 102   | 94 | 1,085    |
| 8.°  | Central Ballester   | 39      | 18      | 43      | 100   | 94 | 1,064    |
| 9.°  | Centro Español      | -       | 24      | 35      | 59    | 56 | 1,054    |
| 10.° | Villa San Carlos    | 46      | 13      | 39      | 98    | 94 | 1,043    |
| 11.° | Puerto Nuevo        | 28      | 24      | 43      | 95    | 94 | 1,011    |
| 12.° | Cañuelas            | 45      | 20      | 29      | 94    | 94 | 1,000    |
| 13.° | Yupanqui            | 43      | 15      | 34      | 92    | 94 | 0,979    |
| 14.° | Acassuso            | 42      | 20      | 29      | 91    | 94 | 0,968    |
| 15.° | J.J. de Urquiza     | 42      | 20      | 29      | 91    | 94 | 0,968    |
| 16.° | General Lamadrid    | 48      | 14      | 21      | 83    | 94 | 0,883    |
| 17.° | Atlas               | 31      | 15      | 36      | 82    | 94 | 0,872    |
| 18.° | Sacachispas         | 29      | 23      | 29      | 81    | 94 | 0,862    |
| 19.° | Fénix               | 23      | 20      | 29      | 72    | 94 | 0,766    |
| 20.° | Ferrocarril Urquiza | -       | -       | 12      | 12    | 38 | 0,316    |

|  | Desafiliado por una temporada. |